# Nieuwe Duitse deelstaten

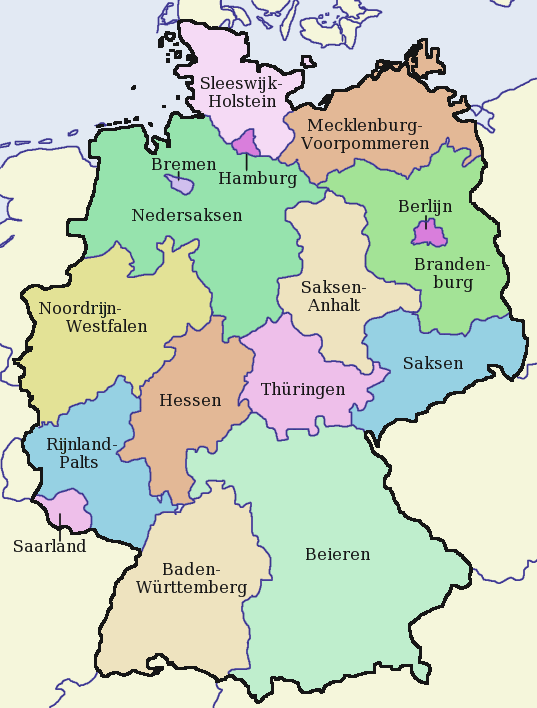
De 16 Duitse deelstaten

Met nieuwe Duitse deelstaten (Duits: neue Bundesländer of neue Länder) worden de vijf deelstaten van Duitsland aangeduid die door een besluit van de Volkskammer van de DDR van 22 juli 1990 opnieuw werden gevormd. De deelstaten in de DDR waren eerder in 1952 door de DDR opgeheven en vervangen door Bezirke (districten). Met de Duitse hereniging op 3 oktober 1990 werden deze districten opgeheven en traden de nieuwe deelstaten toe tot de Bondsrepubliek Duitsland.
In Berlijn was een aparte situatie: hier werden West- en Oost-Berlijn herenigd. West-Berlijn vormde volgens artikel 23 van de Grondwet voor de Bondsrepubliek Duitsland al een deelstaat en wordt daarom niet tot de nieuwe Duitse deelstaten gerekend. West-Berlijn had tot de hereniging daarentegen binnen de toenmalige Bondsrepubliek een speciale status; De kiesgerechtigde bewoners konden niet stemmen op leden van de Bondsdag en mannen die elders in de Bondsrepubliek onder de dienstplicht vielen, waren in West-Berlijn daarvan vrijgesteld.
In het huidige Duitsland wordt in de omgangstaal ook de term Oost-Duitsland (Ostdeutschland) voor dit gebied gebruikt, waaronder vaak ook Berlijn wordt begrepen.
De vijf nieuwe deelstaten zijn:
- Brandenburg
- Mecklenburg-Voor-Pommeren
- Saksen
- Saksen-Anhalt
- Thüringen

De nieuwe Duitse deelstaten werden vanaf 1990 met ondersteuning van de oude deelstaten opgebouwd:
| Nieuwe deelstaat          | Ondersteund door                    |
| ------------------------- | ----------------------------------- |
| Brandenburg               | Noordrijn-Westfalen                 |
| Mecklenburg-Voor-Pommeren | Bremen, Hamburg, Sleeswijk-Holstein |
| Saksen                    | Baden-Württemberg, Beieren          |
| Saksen-Anhalt             | Nedersaksen                         |
| Thüringen                 | Beieren, Hessen, Rijnland-Palts     |

Ook op gemeentelijk niveau vond een uitgebreide ondersteuning plaats. Tussen 1990 en 1995 werden ongeveer 35.000 ambtenaren uit de Oude Bondsrepubliek ingezet bij de opbouw van de nieuwe deelstaten. Ook bekende politici uit de Oude Bondsrepubliek zoals Kurt Biedenkopf, Bernhard Vogel en Lothar Späth waren gedurende meerdere jaren werkzaam in de nieuwe deelstaten.

## Bevolking
Na de Duitse hereniging halveerde in eerste instantie het geboortegetal. Sinds 2000 stijgt dit getal weer en nadert het het niveau van de oude deelstaten, maar het getal behoort tot de laagste van de EU. Het aantal inwoners in de nieuwe deelstaten is sinds 1990 per saldo met 2 miljoen afgenomen. 3 miljoen inwoners vertrokken naar het westen en 1 miljoen mensen, voor een groot deel voormalige vluchtelingen uit de DDR, keerden terug. De uittocht hing voor een groot deel samen met de moeilijke economische situatie in de nieuwe deelstaten. Rond Berlijn was de terugloop minder groot. 
Anno 2024 is mede door de nog steeds moeilijke economische situatie het percentage inwoners met een andere nationaliteit in het oosten veel lager als in het westen.

## Economie
Direct na de Duitse hereniging startte de Bondsrepubliek met het programma Aufbau Ost. De collectieve bedrijven waren voor het grootste deel niet opgewassen tegen de concurrentie in de vrijemarkteconomie. Een groot aantal medewerkers moest worden ontslagen en de Treuhandanstalt kreeg de opdracht de bedrijven te privatiseren. Inmiddels is deze privatisering afgerond.
De Bondsrepubliek voerde ook een programma uit om de Oost-Duitse infrastructuur te moderniseren. Bij deze projecten werden 9 spoorlijnen, 7 autosnelwegen en een waterverbinding aangelegd voor een totaalbedrag van 38 miljard euro.
Sinds de Duitse hereniging ligt het werkloosheidsgetal in de nieuwe deelstaten bijna tweemaal zo hoog als in de oude deelstaten. In april 2010 bedroeg de werkloosheid 12,7%. De productiviteit per werknemer steeg in de nieuwe deelstaten tussen 1999 en 2009 van 67% tot 71% van het West-Duitse niveau.